# Melanargia catalonica
Melanargia catalonica är en fjärilsart som beskrevs av De Sagarra 1916. Melanargia catalonica ingår i släktet Melanargia och familjen praktfjärilar. Inga underarter finns listade i Catalogue of Life.